# 神保共子
神保 共子（じんぼ ともこ、1945年〈昭和20年〉2月4日 - ）は、日本の女優。本名も同じ。神奈川県中郡二宮町出身。文学座所属。

## 来歴・人物
5人姉妹の中で育つ。
神奈川県立平塚高等学校（現・神奈川県立平塚工業高等学校）卒業後、舞台芸術学院を経て、文学座入団。1967年、文学座本公演『シラノ・ド・ベルジュラック』で初舞台。その後も主に舞台を中心に活躍している。
趣味・特技は三味線、端唄。

## 主な出演作品

### 映画
- 恍惚の人（1973年、芸苑社） - 敬老館の少女
- サンダカン八番娼館 望郷（1974年、東宝＝俳優座映画放送） - モト
- はなれ瞽女おりん（1977年、表現社） - ツギ子
- 鑓の権三（1986年、松竹）
- 映画女優（1987年、東宝映画） - 板梨たつえ

### テレビドラマ
- 三十六人の乗客（1969年、NHK）
- 鬼平犯科帳 (松本幸四郎) 第1シリーズ 第14話「お雪の乳房」（1970年、NET / 東宝） - しるこ屋・松月庵の女中
- パパと呼ばないで（1972年 - 1973年、NTV）
- ジキルとハイド 第4話「記憶の恐怖」（1973年、CX）
- 銀河テレビ小説 / いま日は海に（1975年、NHK）
- 土曜ワイド劇場「戦後最大の誘拐・吉展ちゃん事件」（1979年6月30日、ANB） - トリ子
- Gメン'75 （TBS）
  - 第99話「安楽死」（1977年） - 亀田ひろみ
  - 第154話「女刑事 初めての体験」（1980年） - 簡易宿泊所の女主人
  - 第244話「女教師の殺人!」（1980年） - 江藤早苗
  - 第248話「警察の中に出た幽霊」（1980年） - 平林ハツ
  - 第269話「少年とギャングの自転車レース」（1980年） - 奥沢ひさ
  - 第話「刑事が許可した殺人事件」（19年） -
- 1年B組新八先生（1980年、TBS） - 芦川良子先生
- ザ・サスペンス「松本清張の時間の習俗」（1982年、TBS） - 旅館の仲居
- ポーラテレビ小説 / おゆう（1983年、TBS） - つる
- オサラバ坂に陽が昇る（1983年、TBS）
- 恋はミステリー劇場「原島弁護士の愛と悲しみ」（1985年、TBS）
- 特捜最前線 第427話「複数誘拐・子供たちは何処へ!」（1985年、ANB）
- 火曜サスペンス劇場「女監察医・室生亜季子2・遺された眼」（1987年、NTV）
- さよならをもう一度（1992年、CX）
- 北の国から'92巣立ち（1992年、CX） - タマコの叔母
- ひまわり（1996年、NHK） ‐ 佐藤光子 役
- ふぞろいの林檎たちIV（1997年、TBS） - 栄子
- 月曜ドラマスペシャル「刑事クマさん」（1998年、TBS）
- 櫂（1999年、NHK）
- 女と愛とミステリー （TX）
  - 「夏樹静子サスペンス 目撃〜ある愛のはじまり〜」（2001年） - 大家
  - 「喪失〜ある殺意のゆくえ〜」（2002年）
- 真夜中は別の顔（2002年、NHK）
- 世にも奇妙な物語 秋の特別編「死後婚」（2008年、CX）
- 新春ドラマスペシャル「福助」（2010年1月4日、CX）

### その他の番組
- 一枚の写真（1990年、CX）
- おはなしこんにちは(おかあさんといっしょ内の一コーナー)（1969年4月 - 1971年9月、NHK）2代目おねえさん

### 舞台
1967年
- 初舞台『シラノ・ド・ベルジュラック』(文学座本公演)国立劇場、渋谷公会堂

1974年
- 『郵便屋さんちょっと』(文学座アトリエ公演)

1985年
- 『にごり江』(東宝)帝国劇場

1986年
- 『国語元年』(こまつ座)紀伊國屋ホール
- 『リア』(文学座アトリエ公演)

1987年
- 『花月亭の女たち』(東宝)日生劇場
- 『ねぎし夢見し』(東京ヴォードヴィルショー)

1988年
- 『橋』(地人会)紀伊國屋ホール

1989年
- 『女の一生』(本公演)サンシャイン劇場

1990年
- 『ペールギュント』(東宝)青山劇場

1991年
- 『しみじみ日本・乃木大将』(こまつ座)紀伊國屋ホール
- 『七人みさき』銀座セゾン劇場

1992年
- 『ミュージカル ドラゴンクエスト』京都南座

1993年
- 『マンザナ、わが町』(こまつ座)紀伊國屋ホール

1994年
- 『横浜どんたく』(東宝)帝国劇場
- 『ワイルドスプリング』(アトリエ)

1995年
- 『噂のチャーリー』(本公演)紀伊國屋ホール

1996年
- 『香華』帝国劇場

1997年
- 『細雪』(東宝)宝塚劇場
- 『河をゆく』(アトリエ)

1998年
- 『朗読劇 この子たちの夏』(地人会)有楽町朝日ホール
- 『THE BOYS ストーンヘンジアパートの隣人たち』(本公演)紀伊國屋サザンシアター
- 『ジンジャーブレッドレディ』(本公演)紀伊國屋ホール

1999年
- 『冬のひまわり』(アトリエ)
- 『夢の島イニシュマーン』(本公演)紀伊國屋ホール

2000年
- 『新・道元の冒険』ベニサンピット
- 『近代能楽集』(ホリプロ) 05年NY公演

2001年
- 『マクベス』(ホリプロ)シアターコクーン
- 『四谷怪談』(Bunkamura）シアターコクーン

2002年
- 『月夜の道化師』(本公演)紀伊國屋ホール　04、05、06年再演
- 『マクベス』(ホリプロ)シアターコクーン、近鉄劇場、ニューヨークオペラハウス

2003年
- 『マンザナ わが町』(こまつ座)紀伊國屋ホール

2004年
- 『新・近松心中物語』(ポイント東京)日生劇場
- 『ビリーとヘレン』(メジャーリーグ)ル・テアトル銀座

2005年
- 『コミュニケーションズ』(新国立劇場)
- 『近代能楽集』(ホリプロ)彩の国さいたま芸術劇場、ニューヨークリンカーンセンター

2006年
- 『最愛の人』(明治座)

2007年
- 『藪原検校』(ホリプロ)シアターコクーン
- 『錦繍』(ホリプロ)天王洲銀河劇場　09年再演
- 『薔薇と海賊』(サロン劇場)紀伊國屋ホール

2008年
- 『わが魂は輝く水なり』(Bunkamura）シアターコクーン
- 『道元の冒険』(Bunkamura）シアターコクーン

2009年
- 『母に捧げるバラード』博多座
- 朗読『夏の雲は忘れない〜一九四五・ヒロシマ ナガサキ〜』サザンクス筑後大ホール（福岡）

2010年
- 『夕立』(劇団姦し）下北沢ザ・スズナリ
- 『コロッケ便り』シアター風姿花伝
- 『TOP GIRLS』（ミズキ事務所）アイピット目白

2011年
- 『月にぬれた手』（舞台芸術学院）東京芸術劇場小ホール2

2012年
- 『月にぬれた手』（おふぃす3○○）座・高円寺1
- 『タネも仕掛けも』（本公演）紀伊國屋サザンシアター
- 『でえく』浅草木馬亭

2013年
- 朗読『夏の雲は忘れない〜一九四五・ヒロシマ ナガサキ〜』三春交流館
- 『でえく』浅草木馬亭

### 吹き替え
- 雨のニューオリンズ（アルバ・スター〈ナタリー・ウッド〉）
- キャバレー（サリー〈ライザ・ミネリ〉）
- JFK（リズ・ギャリソン〈シシー・スペイセク〉）
- シャーロック・ホームズの冒険 (テレビドラマ) ＃17「マスグレイヴ家の儀式書」レイチェル
- 真説西部英雄伝(テレビムービー) (カラミティ・ジェーン <キム・ダービー>)
- トランザム7000VS激突パトカー軍団（キャリー〈サリー・フィールド〉[4]）（テレビ版）
- スヌーピーとチャーリー・ブラウン（ペパーミント・パティ）